# Сузана Јовановић
Сузана Јовановић (Раља, 1. новембар 1969) српска је фолк певачица позната по хитовима: Рођени у право време, Послаћу ти љубав, Ко ме једном превари, Нема кајања, Баш таквог те волим, Џабе, царе, Плакала бих и без суза, Дидарла, Шта си сањ'о, мили брате, Плавуша, Очи, очи (Твој поглед), Марамче свилено.

## Биографија
Рођена је 1969. у Раљи, код Смедерева. Певањем је почела да се бави јако млада, а свој први албум снимила је за Дискос из Александровца 1993. године. На том албуму је и њен први хит Марамче свилено, чији је аутор Бора Дугић. До сада је снимила једанаест албума. Била је браку са Сашом Поповићем.

## Дискографија
- 1993. Некад си ми био нада (Дискос)
- 1994. Рођени у право време (Јувекомерц)
- 1995. Послаћу ти љубав (Јувекомерц)
- 1996. Ко ме једном превари (Јувекомерц)
- 1997. Плакала бих и без суза (Зам)
- 1998. Дидарла (Зам)
- 1999. Прстен судбине (Гранд продукција)
- 2001. Благо за робију (Гранд продукција)
- 2002. Не излази сунце због тебе (Гранд продукција)
- 2010. Лудило (Гранд продукција)
- 2021. Не иди не иди (Гранд продукција)

### Спотови
| Спот                   | Година | Режисер         |
| ---------------------- | ------ | --------------- |
| Марамче свилено        | 1992.  | —               |
| Рођени у право време   | 1994.  | —               |
| Зову ме младићи        | 1994.  | —               |
| Далека земља           | 1995.  | —               |
| Послаћу ти љубав       | 1995.  | —               |
| Ко ме једном превари   | 1996.  | —               |
| Плакала бих и без суза | 1997.  | —               |
| Амајлија               | 2015.  | Горан Шљивић    |
| Ти си мени све         | 2017.  | Горан Шљивић    |
| Не иди не иди          | 2021.  | Дејан Милићевић |
| Птице                  | 2021.  | Дејан Милићевић |
| Сокаком                | 2021.  | Дејан Милићевић |
| Усамљена звер          | 2021.  | Дејан Милићевић |
| 4 стране света         | 2021.  | Душан Шљивић    |
| Контра                 | 2021.  | Дејан Милићевић |
| Шампањац и руж         | 2021.  | Дејан Милићевић |
| Да сам твоје злато     | 2021.  | Душан Шљивић    |
| Ти си мени све         | 2021.  | Дејан Милићевић |
| Твој поглед            | 2023.  | Дејан Милићевић |
| Плавуша                | 2023.  | Дејан Милићевић |
| Рођени у право време   | 2023.  | —               |
| Шта ће мени овај живот | 2024.  | Дејан Милићевић |

## Синглови
- 1994. Рођени у право време
- 1996. Ко ме једном превари
- 1997. Плакала бих и без суза
- 1997. Џабе царе
- 1999. Цару царево
- 2001. Очи очи (Твој поглед)
- 2012. Тетоважа
- 2013. Одавно ти нисам добра
- 2015. Амајлија
- 2017. Ти си мени све

Дуети
- 1996. Дејо Дејо Дејане (са Индира Радић и Медени месец)
- 1998. Шта си сањо мили брате (са Јашар Ахмедовски)
- 1998. Сестре (са Јана)
- 2010. Где си сада Сузана (са Ален Адемовић)
- 1996. Баш таквог те волим (са Јашар Ахмедовски)
- 2021. Усамљена звер (са Саша Матић)
- 2021. 4 стране света (са Вики Миљковић)
- 2021. Птице (са Пеђа Меденица)

Фестивали
- 2002. Моравски бисери - Соколе, прва награда публике